# Antipathes plantagenista
Antipathes plantagenista är en korallart som först beskrevs av Cooper 1903.  Antipathes plantagenista ingår i släktet Antipathes och familjen Antipathidae.
Artens utbredningsområde är Indiska oceanen. Inga underarter finns listade i Catalogue of Life.